# Antonio Álamo
Antonio Álamo (Córdoba, 3 de noviembre de 1964) es un escritor español. Ha desarrollado una intensa labor literaria que incluye novelas, cuentos, libros de viajes y obras teatrales. Fue nombrado en julio de 2004 director del Teatro Lope de Vega de Sevilla.

## Biografía
Nacido en Córdoba (España) en 1964, pronto sus padres emigraron a Madrid. Con 17 años se instaló en Sevilla. Licenciado en Derecho por la Universidad de Sevilla, desde muy joven mostró interés por el teatro, del que se convirtió en autor y director.

## Trayectoria
Autor de comedias brillantes, ha escrito una docena de piezas teatrales desde 1991, entre las que destacan la trilogía formada por Los borrachos (1993), Los enfermos y Yo Satán. En 2006 colaboró con la puesta en escena de la obra El príncipe tirano, del autor renacentista Juan de la Cueva, por el Centro Andaluz de Teatro (CAT) de Sevilla.  Dirigida por Pepa Gamboa, esta trama de codicia, ambiciones y contradicciones del ser humano fue refundida por Antonio Álamo de dos libretos originales, La comedia del príncipe tirano y La tragedia del príncipe tirano.
Codirector de la compañía de teatro El Traje de Artaud, ha trabajado como ayudante de dirección de Alfonso Zurro y Jesús Cracio. Con su obra Veinticinco años menos un día, escrita en 2005 y que se estrenó el 17 de septiembre de 2011 en el Teatro Español de Madrid, ha querido hacer un homenaje al teatro inglés. En 2007 escribió Cantando bajo las balas, un diálogo imposible entre Millán Astray y Miguel de Unamuno. En 2009 escribió junto a Juan Carlos Rubio la obra La ciudad de todos los tiempos, sobre textos de Borges y música de las Mil y una Noches, un proyecto con el que la capital cordobesa reforzaba su candidatura a la Capitalidad Cultural Europea 2016.
En 2012 escribió La copla negra, una obra que se sitúa en Cádiz, "el sur del sur", y que tiene por protagonistas a un grupo de chirigoteros. Se estrenó en Córdoba el 22 de marzo de 2013.
En octubre de 2015 estrenó Juanita Calamidad, una comedia nada blanca que en opinión del autor "viene a ser una especie de antiYerma, una maestra reacia a la maternidad y a cualquier cosa que conlleve compromiso". El estreno tuvo lugar en el Teatro Palacio Valdés de Avilés y los actores principales fueron: Ana López Segovia (Juanita Calamidad), Teresa Quintero y Alejandra López Segovia.

## Estética y teatralidad
Antonio Álamo pertenece a la dramaturgia del milenio, una generación teatral heredera de las vanguardias, de Samuel Beckett o de Fernando Arrabal y que ha crecido en torno al premio Marqués de Bradomín. En ella se incluyen los asturianos Maxi Rodríguez, José Busto, David Desola o Borja Ortiz. Una generación al borde de lo digital, que bucea en la tradición española (como José Luis Alonso de Santos o Fermín Cabal), pero que se considera vacía sin un relato de las cosas. En palabras de Álamo, que siente "la necesidad de un mundo con ficción".

## Premios
Antonio Álamo ha obtenido los premios siguientes:
- 1991 premio Marqués de Bradomín, por La oreja izquierda de Van Gogh.
- 1992 finalista del Premio de Teatro Caja de España de Valladolid 1992 por Agujeros.
- 1993 premio Tirso de Molina por Los borrachos.
- 1993 premio Ciudad de Alcorcón 1993 por Los borrachos.
- 1994 finalista en el Premio Nacional de Literatura por Los borrachos.
- 1995 beca de estudios de dramaturgia y dirección en el Royal Court Theater de Londres.
- 1996 premio Lengua de Trapo de novela por Breve historia de la inmortalidad.
- 1996 premio Borne de Teatro por Los enfermos.
- 1996 premio Ercilla al mejor montaje del año por Los borrachos.
- 1996 premio Palencia de Teatro por Pasos.
- 1998/99 beca de residencia en la Academia de España en Roma.
- 2000 premio Caja de España por Grande como una tumba.
- 2004 premio Jaén de novela por El incendio del paraíso.
- 2004 Cordobés del Año, por la Asociación Cultural Al-Ándalus de Palma del Río.[10][11]
- 2005 premio Borne de teatro por Veinticinco años menos un día.
- 2006 premio Chivas Telón a la obra revelación por Yo, Satán.
- 2007 Yo, Satán recibe los premios a la mejor producción, a la mejor dirección (Juan José Martín) y al mejor actor de reparto (William Guite) en los Premios Municipales de Caracas.
- 2007 premio del Jurado al mejor espectáculo en la Mostra Internacional de Teatro Rivadavia por Cantando bajo las balas.
- 2007 premio Chivas Telón a la mejor obra del año por Cantando bajo las balas.
- 2009 Patadas, accésit premio SGAE 2009.
- 2010 Premio Día Mundial del Teatro de la Diputación de Sevilla.
- 2017 Premio Córdoba a Escena, concedido por la ESAD y la Diputación de Córdoba.
- 2017 Premio Lorca a adaptación teatral por El pintor de batallas.
- 2017 Fuenteovejuna. Finalista premios Max a la mejor adaptación.
- 2017 Premio de Teatro Rojas al mejor texto del año por El pintor de batallas.
- 2020 XXI Premio SGAE de Teatro Infantil, por su obra La increíble historia de la caca mutante.[12]
- 2023 Premio Lorca Autoría Teatral 2023 por Sí, a todo.

## Obras

### Novelas
Antonio Álamo publicó Breve historia de la inmortalidad (Premio Lengua de Trapo de Narrativa 1996, editado por Lengua de Trapo) y ha colaborado en los libros de relatos Páginas Amarillas (Lengua de Trapo, 1998) y Daños colaterales (Lengua de Trapo, 2002). En 1998 publicó su segunda novela, Una buena idea, en la editorial Planeta. En ella usa la voz de un niño para criticar la solemnidad literaria. Al año siguiente aparece ¿Quién se ha meado en mi cama? (Lengua de Trapo, 1999). También ha publicado un libro de relatos, Los perros y los gatos. Ha publicado también la novela Nata Soy (2001), novela sobre la que se ha basado para realizar su obra teatral Yo Satán. En 2004 vio la luz la novela El incendio del paraíso en la editorial Mondadori.

### Narrativa
- Los gatos o los perros seguido de La oreja izquierda de Van Gogh, Ed. Mágico Intimo, núm. 8, Sevilla, 1986.

- Breve historia de la inmortalidad, Ed. Lengua de Trapo, núm. 11, Madrid, noviembre de 1996.

- Una buena idea, Ed. Planeta, Barcelona, 1998.

- Una buena idea, Ed. Círculo de Lectores, Barcelona, 1999.

- ¿Quién se ha meado en mi cama?, Ed. Lengua de Trapo, núm. 38, Madrid, 1999.

- Nata soy, Ed. Random House Mondadori, Barcelona, septiembre, 2001.

- Nata soy, Ed. Random House Mondadori, Barcelona, febrero de 2002.

- “Breve historia de la inmortalidad, Ed. Random House Mondadori, Debolsillo 21, enero de 2003.

- ¿Quién se ha meado en mi cama?, Ed. Random House Mondadori, Debolsillo 21, Barcelona, septiembre, 2003.

- Nata soy, Ed. MDS BOOKS/MEDIASAT, dentro de la colección Escritores Andaluces Contemporáneos, noviembre de 2003.

- Una buena idea, Ed. Random House Mondadori, Debolsillo 21, Barcelona, enero de 2004.

- El incendio del paraíso, Ed. Random House Mondadori, Barcelona, noviembre de 2004.

- Nata soy, Ed. Random House Mondadori, Debolsillo 21, Barcelona, junio de 2005.

### Obra narrativa traducida
- Una sorella sexy, un´idea geniale e un mucchio de pesetas, Ed. Piemme, Milán, 1999. Traducción al italiano de la novela Una buena idea de Barbara Bertoni.

- Una sorella troppo sexy, Ed. Piemme, Milán, 2001, Piemme Pocket.

- Nata soy, Ed. Amphora, Moscú, 2005. Traducción al ruso.

- L´incendie du paradis, Editions Anne Carrière, Paris, 2005. Traducción al francés de Marianne Millon.

- L´incendio del paradiso, Ed. Mondadori Editore, febrero de 2006, Milán. Traducción al italiano de Jole Da Rin.

- Incendierea paradisului, Ed. Grupal Editorial RAO, noviembre de 2007. Traducción al rumano de Adriana Steriopol.

### Relatos recogidos en antologías
- “No me digan que no”, en el volumen “Paginas amarillas”, Ed. Lengua de Trapo, Madrid, noviembre de 1997.

- “No me digan que no”, en “Páginas amarilla, Ed. Círculo de Lectores, Barcelona, 1998.

- “Besos para mi mujer”, Ed. “Extramundi y los Papeles de Ira Flavia”, Verano, 1988.

- “Dostovieski y yo”, en el volumen “El sueño de un verano”, Ed. Espasa Calpe, Madrid, 1998.

- “El principio de la continuación”, en el volumen “27 narradores cordobeses”, Ed. Centro Cultural Generación del 27, Área de Cultura de la Diputación de Málaga, Málaga, 1999.

- “Héctor”, Ed. Comité Ciudadano Antisida de Sevilla, 1999.

- “Véronique”, en el volumen “Lo del Amor es un cuento”, Ed. Opera Prima, Madrid, 1999.

- “Maletas vacías”, en el volumen “Cuento al Sur (1980-2000)”, Ed. Batarro, edición de Pedro M. Domene, Málaga, 2001.

- “Justicia infinita”, en el volumen “Cuentos eróticos de verano”, Ed. Tusquets, Barcelona, 2002.

- “Morir lo más lejos posible”, en el volumen Daños colaterales, Hazañas antibélicas, Ed. Lengua de Trapo, Madrid, 2002.

- “Viaje al centro del mundo”, Ed. Omega 2002, con fotografías de Mitsuo Miura.

- “Un experimento con monos”, en el volumen “En pie de paz”. Ed. Plurabelle, Córdoba, 2003.

- “Maletas vacías”, en el volumen “Macondo boca arriba”, Ed. UNAM, México, 2006.

- “Todo el mundo tiene amigos raros”, en el volumen “Tragedias de Shakespeare”, Ed. 451, Madrid, 2007.

- “El principio de la continuación”, en el volumen Cuentos de amor, Ed. Páginas de Espuma, Madrid, 2008.

### Libros de viajes
- “Lo que cuentan los viajeros”, Ed. Plaza & Janés, Barcelona, 1998.

### Teatro
- “La oreja izquierda de Van Gogh”, (Premio Marqués de Bradomín 1991), Ed. Instituto de la Juventud, Colección del Premio Marqués de Bradomín en su edición de 1991, Madrid, 1992.

- “Agujeros”, Ed. Caja de España, Valladolid, 1993, finalista del Premio de Teatro Caja de España.

- “Pasos” (Premio Palencia 1996), Ed. Asociación de Autores de Teatro, Madrid, 1997.

- “Los enfermos”, (Premio Borne 1997) Ed. Bitzoc, Palma de Mallorca, 1997.

- “Los borrachos”, Ed. Ayuntamiento de Alcorcón, 1994. Premio de Teatro del XIII Certamen Nacional “Ciudad de Alcorcón”.

- “Los borrachos”, Ed. Centro Andaluz de Teatro, Sevilla, 1994, Colección de Textos Dramáticos núm. 3. Premio Tirso de Molina 1994.

- “Caos”, Ed. SGAE, Madrid, 2001.

- “Grande como una tumba”, (Premio Caja España 2000), Ed. Caja de España, Valladolid, 2001.

- “El punto”, Ed. Asociación de Autores de Teatro, Madrid, 2003.

- “Veinticinco años menos un día” (XXX Premio Born 2005), Primer Acto, núm. 312, Madrid, 2006.

- “Yo, Satán”, Ed. Primer Acto, Madrid, 2006.

- “Yo, Satán”, Ed. UNAM, México, 2006, dentro de la antología de seis dramaturgos contemporáneos.

- “Johnny cogió su fusil”, dramaturgia de la novela de Dalton Trumbo en colaboración con Jesús Cracio, Primer Acto núm. 316, Madrid, 2006.

- “Cantando bajo las balas”, Ed. Ñaque, Ciudad Real, 2007.

- “Veinticinco años menos un día”, Arola Editors, Barcelona, 2007.

- “Cantando bajo las balas”, Ed. Diario de Cádiz, 2009.

- “En un lugar de la niebla”, Ed. Instituto Cervantes, octubre de 2011.

- “Patadas”, Ed. SGAE, Madrid, 2011.

- “Patadas”, Ed. Paso de Gato, México D.F, 2013.

### Teatro breve
- “La camarera del Sófloque’s”, en la Revista “El siglo que viene”, Sevilla, julio de 1996.

- “El hombre que quería volar (pero no tenía un buen maestro)”, Ed. Fundamentos, Madrid, 1996, dentro de la recopilación de “Teatro de la España demócrata: los noventa”, de Candyce Leonard y John P. Gabriele.

- “Entre el cielo y la tierra se borraron los confines”, Editado por Associació per la Fundació Escena, Barcelona, 1999, dentro del espectáculo de piezas breves “Sopa de Radio”.

- “Morir lo más lejos posible”, edición bilingüe al árabe, Ed. Fundación El Legado Andalusí, incluido en el volumen “Cuento de las dos orillas”, Granada, 2001.

- “Confesión”, Ed. Asociación de Autores de Teatro, Madrid, 2001, dentro del volumen “La confesión”, para un espectáculo de Walter Manfré.

- “Cazando a Velázquez”, en la Revista Sibila, Sevilla, octubre de 2002.

- “Espaguetis”, Ed. Asociación de Autores de Teatro, Madrid, 2002, dentro del volumen “Maratón de Monólogos 2002”.

- “11 piezas al azar”, que recoge las siguientes obras: “El premio”, “Entre el cielo y la tierra se borraron los confines”, Grande como una tumba”, “La camarera del Sófloque´s”, “La última vez”, “Mendigos”, “Morir lo más lejos posible”, “Muriendo” y “Una luz que ya no está”. Ed. Avispa, Madrid, 2002.

- “Vidas y ficciones de la Ciudad de Salamanca”, que recoge los siguientes dramaturgias y textos dramáticos: “Donde hay escalas, hay tropiezos”, “La Guerra de los Bandos”; “Cielo e infierno” y “Las lecciones del hambre”, Ed. Consorcio de Salamanca, 2002.

- “Dos exiliados”, dentro del volumen “Exilios”, 18 obras de teatro de autores argentinos, españoles y mexicanos”, Ed. Biblos, Buenos Aires, 2003.

- “Dos exiliados”, dentro del volumen “Teatro breve andaluz”, Ed. Consejería de Cultura de la Junta de Andalucía, 2005.

- “Mendigos (pieza para tres payasos)”, dentro del volumen “Exclusión. 18 obras de teatro de autores argentinos, españoles y mexicanos”, Ed. Sierpe, México, 2012.

- “El mejor plan es el caos”, dentro del volumen “La soledad es el hogar del monstruo”. Ed. Imagine Ediciones, Madrid 2013.

### Obra teatral traducida
- “The drunkers” (2000), traducción de “Los borrachos” de Tony Baring.

- “Chaos” (2001), traducción de “Caos” de Peter A. Muckley.

- “Morir lo más lejos posible”, edición bilingüe al árabe, Ed. Fundación El Legado Andalusí, incluido en el volumen “Cuento de las dos orillas”, Granada, 2001.

- “La Vallée de l´ivresse” (2002), traducción de “Los borrachos” de Christine Gagnieux. Les Solitaires Intempestifs, Éditions, 2002.

- “Passi” (2004), traducción italiana de la obra “Pasos” de Emiliano Coco, dentro del volumen “Teatro spagnolo contemporaneo”, Edizioni dell´Orso, Roma, 2004.

- “Bolnavii”, traducción al rumano de la obra “Los enfermos” de Ioana Ángel, dentro del volumen “Teatru spaniol contemporan”, Fundatia Culturala Camil Petrescu, Revista Teatral azi, Bucuresti, 2005.

- “Vint-i-cinc anys menys un dia”, traducción al catalán de Lurdes Malgrat, Primer Acto, Madrid, 2006.

- “Los enfermos”, traducción al ruso de Evgeny Shtorn en la revista Hawe, num. 9, 2012.

- “Els malalts”, traducción al catalán de “Los enfermos” de Damiá Borrás.

- “Les Malades”, traducción al francés de “Los enfermos” de Cristina Vinuesa y Salwa Al Maïman.

### Traducciones realizadas
- “Blasted”, de Sarah Kane. Editada en la revista de la ADE en el número de julio de 1999.

### Ensayos teatrales
- “Sillas”, en la Revista teatral de la Asociación de Directores de Escena, Madrid, 1993.

- “Elogio del pánico”, Ed. Centro Andaluz de Teatro, Sevilla, 1996, dentro del volumen de las I Jornadas de Autores Andaluces.

- “Ideas temblorosas sobre el tiempo y la tragedia”, en la revista Colofón, Boletín de la Federación Internacional de Bibliotecas del Campo Freudiano, enero de 1997, núm. 16.

- “Bailando con los deseos”, en el tomo colectivo “Caprichos”, Ed. Consejería de Cultura de la Junta de Andalucía, Sevilla, 1998.

- “¿Dónde está el público?”, Ed. Escuela Superior de Arte Dramático de Murcia, Murcia, 1998. Editado también en la revista “Imagen”, núm. 8, Caracas, febrero de 1998.

- Prólogo a “La gata sobre el tejado de zinc caliente”, de Tennessee Williams, Ed. El Mundo, 1999.

- “En el principio era la máscara” (antología comentada de los textos dramáticos de los hermanos Machado y Juan de Mairena), Ed. Renacimiento, Sevilla, 2000.

### Otras publicaciones
- “Los borrachos” (fragmento, con comentarios de Alfonso Zurro), en el volumen “35 monólogos para ejercicios”, recopilación de Alberto Miralles, Ed. Avispa, Madrid, 1999.

- “Los espejos de Velázquez” (fragmento, intermedio segundo), Ed. Academia de España en Roma, Roma, 1999.

- “Qué he hecho yo para publicar esto” (XX escritores jóvenes para el siglo XXI), edición de Noemí Montetes Mairal, Ed. DVD, Barcelona, 1999.

- “Ráfagas”, texto sobre una exposición fotográfica de Agustín Hurtado, noviembre de 2008, Casa de la Provincia, Diputación de Sevilla.

- “Dramaturgia española de hoy”, de Fermín Cabal, serie de entrevistas con autores contemporáneos, Ed. Autor, SGAE, 2009.

## Montajes teatrales

### Obra original
- “Agujeros”, Finalista del Premio Caja de España 1992. Estrenada en la Sala Imperdible de Sevilla por la compañía Atalaya.

- “La oreja izquierda de Van Gogh”, Premio Marqués de Bradomín 1991. Estrenada en la Sala Olimpia de Madrid por la Compañía Atalaya. Dentro de la Muestra de Autores Españoles Contemporáneos organizada por el CNNTE. 1993.

- “Los borrachos”, Granada, 17 de enero de 1996. Teatro Alhambra, producción del Centro Andaluz de Teatro, dirección de Alfonso Zurro.

- “Los espejos de Velázquez”, Badajoz, 20 de mayo de 1999. Teatro Lope de Ayala, producción del TNT, dirección de Pepa Gamboa.

- “Pasos”, Teatro Romea de Murcia, 7 de mayo de 1999. Dirección de Juan Pedro Campoy, producción de la Esad.

- “Los enfermos”, Teatro La Abadía, 20 de noviembre de 1999. Dirección de Rosario Ruiz Rogers, producción de La Abadía y el Festival de Otoño de Madrid.

- “Caos”, Puertollano, 27 de abril de 2000. Dirección de Eduardo Fuentes. Producción de Fila 7 y Keteinkrepo.

- “El punto”, 10 de diciembre de 2003, Hospital Psiquiátrico Penitenciario de Sevilla. Dirección de Antonio Álamo.

- “En un lugar de la niebla”, 1 de julio de 2005, Teatro Municipal, Festival Internacional de Teatro Clásico de Almagro. Dirección de Jesús Cracio, producción de las Juntas de Castilla-La Mancha.

- “Yo Satán”, 22 de octubre de 2005, Teatro Federico García Lorca, Getafe, Madrid. Dirección de Álvaro Lavín, K. Producciones.

- “Chirigóticas”, noviembre de 2005, Madrid, inauguración del teatro José Monleón. Dirección de Antonio Álamo con letras de Ana López Segovia.

- “Cantando bajo las balas”, Teatro Juan Bernabé, Lebrija, 23 de febrero de 2007, K. Producciones, dirección de Álvaro Lavín.

- “Deseos no deseados”, 23 de octubre de 2008, Teatrex, Caracas. Dirección de Juan José Martín.

- “La maleta de los nervios”, octubre de 2009, Festival Madrid Sur, Teatro José Monleón de Leganés. Dirección de Antonio Álamo.

- “Patadas”, noviembre de 2009, Teatro Central de Sevilla. Dirección de Ramón Bocanegra.

- “Veinticinco años menos un día”, XXX Premio Borne, producción del Teatro Español y la Diputación de Sevilla, estreno en la Sala Principal del Teatro Español el 17 de septiembre de 2011. Dirección de Pepa Gamboa.

- “La Copla Negra”. Coproducción del Centro Dramático Nacional. Estreno en el Teatro Palacio Valdés de Avilés, 8 de marzo de 2013. Dirección de Antonio Álamo.

- “España no es Uganda”. Sala Cero Teatro, 6 de diciembre de 2013. Dirección de Antonio Álamo.

- “Juanita calamidad”, Teatro Palacio Valdés de Avilés, 2 de octubre de 2015. Dirección de Antonio Álamo.

### Teatro breve
- “Una luz que ya no está” (1997), pieza breve integrada en el espectáculo “A bocados”, producción del Centro Dramático Nacional, Madrid, 9 de abril.

- “Ataques de santidad” (1998), espectáculo de piezas breves producido por Teatro del Azar, Ponferrada, 20 de noviembre.

- “Entre el cielo y la tierra se borraron los confines” (1999), Barcelona, 2 de diciembre, dirección de Oriol Grau i Elias, pieza breve dentro del espectáculo “Sopa de radio”.

- “Muriendo”, Madrid, Casa de América (1999), 15 de diciembre, pieza breve con dirección de Consuelo Trujillo, dentro del espectáculo “Cabaré Borges”.

- “Morir lo más lejos posible” (2000), 1 de mayo, Elche, dentro de un espectáculo de cuatro monólogos de autores españoles contemporáneos.

- “Grande como una tumba”, Premio Caja de España 2000.

- “Confesiones” (2001), en el Festival de Teatro Madrid Sur, noviembre.

- “La vida, a poco que salga bien, es maravillosa, pero no es el caso” (2004), pieza breve integrada dentro del espectáculo “Los siete pecados capitales”. Dirección de Alfonso Zurro, producción del Centro Andaluz de Teatro, 14 de enero, Teatro Central, Sevilla.

- “Dos exiliados” (2004), Buenos Aires, dirección de Guillermo Ghío.

### Dramaturgias
- “El retablo de las maravillas”, a partir del texto de Cervantes, Lebrija, 30 de marzo de 2001, Teatro Juan Bernabé.

- “Cielo e infierno” (a partir de los texto de Santa Teresa de Ávila y Fray Luis de León), 11 de julio de 2002, Salamanca. Dirección de Jesús Cracio.

- “Seis fantasmas” (a partir de la leyenda popular de María La Brava), 11 de julio de 2002, Salamanca. Dirección de José Luis Serrano Jaro.

- “Donde hay escalas, hay tropiezos” (dramaturgia de “La Celestina”), 12 de julio de 2002, Salamanca. Dirección de Jesús Cracio.

- “Las lecciones del hambre” (dramaturgia de “Lázaro de Tormes”), 12 de julio de 2002, Salamanca. Dirección de José Luis Serrano Jaro.

- “Unamuno en la niebla” (dramaturgia sobre la obra de Unamuno), 4 de julio de 2003, Salamanca, dirección de Jesús Cracio.

- “Donde hay escalas, hay tropiezos” (dramaturgia de la Celestina), 5 de julio de 2003, Salamanca, dirección de Jesús Cracio.

- “La cueva de Salamanca” (dramaturgia sobre el entremés de Cervantes), 11 de julio de 2003, Salamanca, dirección de José Luis Serrano Jaro.

- “Las Ferias de Madrid” (2004), dramaturgia de la obra de Lope de Vega, Madrid, dirección de Jesús Cracio.

- “La mujer y el pelele” (2004), dramaturgia sobre la novela de Pierre Loüys, presentada en el Teatro Central de Sevilla durante la Bienal de Flamenco, dirección de Pepa Gamboa.

- “El eterno retorno” (2005), dirección de Pepa Gamboa, producción de la Agencia de Flamenco, espectáculo con Rocío Molina, Juan José Amador y Pasión Vega.

- “El príncipe tirano”, dramaturgia sobre la obra de Juan de la Cueva. 13 de julio de 2006, Teatro Municipal de Almagro, Festival Internacional de Teatro Clásico de Almagro, producción del Centro Andaluz de Teatro y el Teatro Lope de Vega, dirección de Pepa Gamboa.

- “Johnny cogió su fusil” (2006), dramaturgia sobre la novela del mismo título de Dalton Trumbo, 4 de noviembre, Festival Madrid Sur, dirección de Jesús Cracio.

- “El tiempo del diablo”, septiembre de 2008, Teatro Lope de Vega, Sevilla, dramaturgia para Diego Carrasco y dirección de Pepa Gamboa.

- “Tórtola Valencia”, octubre de 2008, Teatro Lope de Vega, Sevilla, dramaturgia para Isabel Bayón con dirección de Pepa Gamba.

- “Carmen”, dramaturgia sobre la novela de Prosper Merimeé. Dirección de Alfonso Zurro, para la Compañía de Teatro Clásico de Sevilla, estreno el 18 de noviembre de 2010 en el Teatro Lope de Vega de Sevilla.

- “Cardenio” (Shakespeare´s lost play re-imagined), dramaturgia en colaboración con Gregory Doran para la Royal Shakespeare Company sobre el texto incompleto de Shakespeare y Fletcher sobre el personaje de Cervantes. Dirección de Greg Doran, estreno el 16 de abril en el Teatro Swan de Stratford-Upon-Avon.

- “Sueño de una noche de verano”, dramaturgia libre de la obra de Shakespeare. Dirección de Pepa Gamboa, estreno 12 de mayo de 2011 en el teatro TNT de Sevilla.

- “El bobo del colegio”, dramaturgia sobre la obra de Lope de Vega, compañía In Vitro, dirección de José Luis Fernández, estreno 29 de junio de 2012 en el Festival de Artes Escénicas de Alcalá.

- “Dando el cante”, dramaturgia sobre un texto de Inma la Bruja, 11 de mayo de 2012 en el Teatro Alameda de Málaga.

- “Hora de cierre”, espectáculo de danza con coreografía de Isabel Vázquez, dirección escénica de Paloma Díaz y textos de Antonio Álamo, Teatro Central de Sevilla, 26 de octubre de 2013.